# Gottlob Christoph Paulus

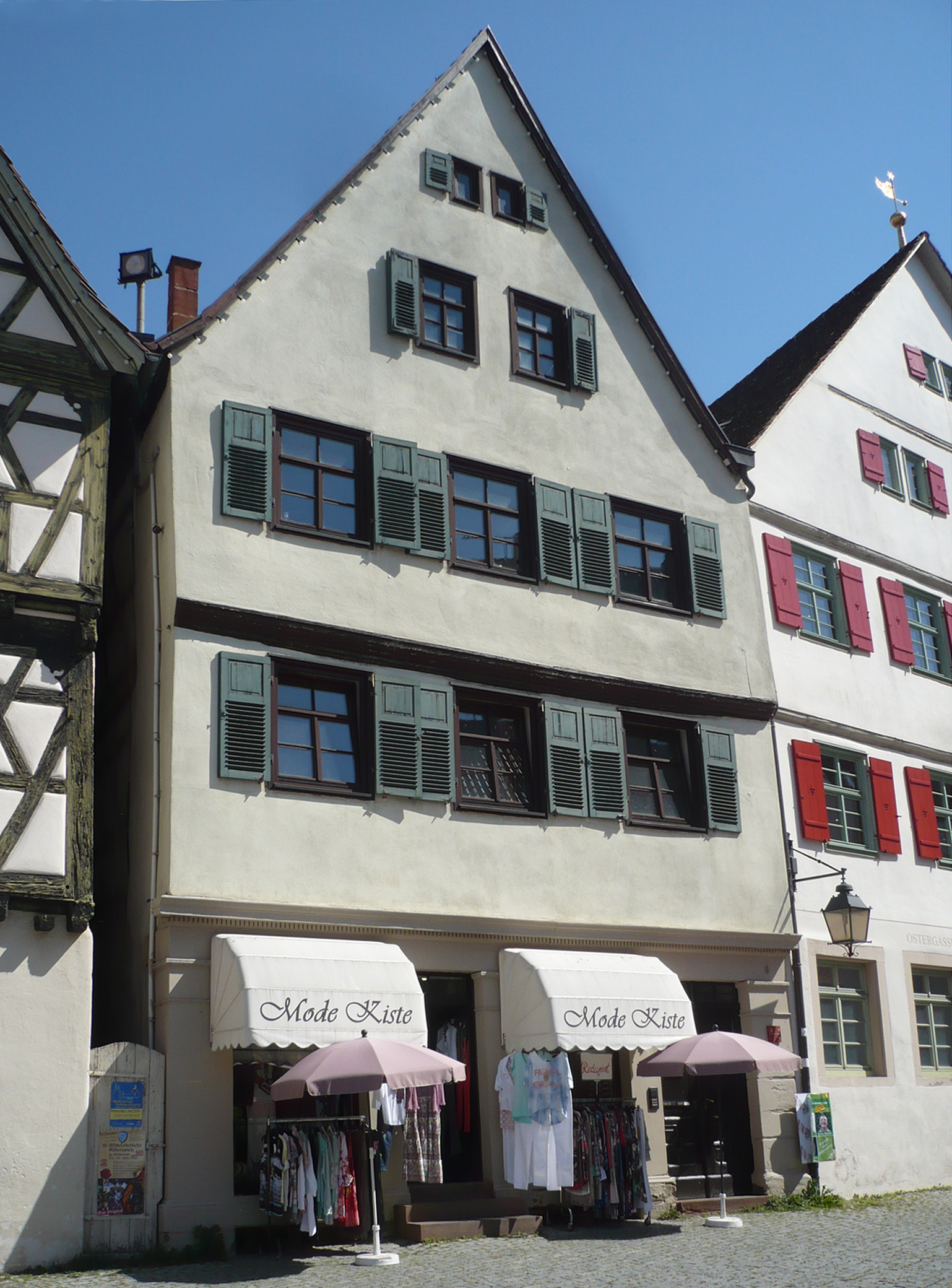
Patrizierhaus der Familie Paulus am Markgröninger Marktplatz

Gottlob Christoph Paulus (* 9. Februar 1727 in Markgröningen; † 18. Mai 1790 in Markgröningen) war ein umstrittener evangelischer Theologe, der 1771 seines Amtes als Zweiter Pfarrer in Leonberg enthoben wurde.

## Herkunft und Laufbahn
Seine Eltern Johann Eberhard Paulus aus Sindelfingen und Anna Elisabeth Keller aus Grüningen, heute Markgröningen, hatten sich in der württembergischen Ehrbarkeit etabliert. Der Vater war Bürgermeister bzw. Schreiber von Stadt und Amt Grüningen, der Schwiegervater Ziegeleibesitzer und „Rathsverwandter“ in Grüningen.

Paulus studierte an der Universität Tübingen zehn Semester Theologie und wurde aufgrund seines ausgezeichneten Abschlusses vom Tübinger Stift als Repetent übernommen. Nach seiner theologischen Lehrtätigkeit wechselte er in die Praxis, absolvierte ein Vikariat in Stuttgart und wurde 1757 als „Diaconus“ bzw. Zweiter Pfarrer an die Leonberger Stadtkirche berufen. Hier heiratete er am 7. Februar 1758 Maria Christine Köstlin (* 1738), Tochter von Tobias Köstlin (1713–1761), Kameralverwalter in Brackenheim.

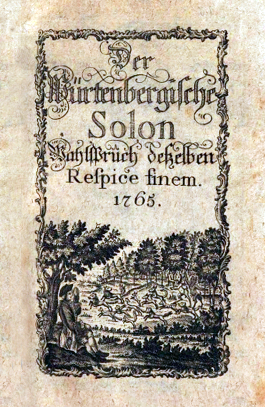
Titel des Würtenbergischen Solon

Paulus schrieb nebenher verschiedene physikalische Abhandlungen, befasste sich mit Philosophie und erregte durch den 1765 anonym veröffentlichten Würtenbergischen Solon Aufsehen: Darin kritisierte er politische Missstände in der Landesverwaltung und insbesondere den Oberkriegsrat, der neue Finanzquellen zulasten des „gemeinen Mannes“ erschließen wollte. Während der jahrelangen Auseinandersetzungen nach seiner Enttarnung starb 1767 seine Frau. An deren Sterbebett hatte er eine Wiedererweckungs-Erscheinung, die tiefen Eindruck hinterlassen sollte.
Vier Jahre nach dem Tode seiner Gattin wurde Paulus 1771 als Mystiker des Amts enthoben: „ob absurdas phantasmagoricas visiones“. Darauf zog sich der Witwer, der politische Motive für seine Absetzung unterstellte, mit seinen vier Kindern als Privatier in zwei Zimmer seines Elternhauses am Markgröninger Marktplatz zurück, wo er nach mehreren vergeblichen Ersuchen, wieder in den Pfarrdienst aufgenommen zu werden, 1790 verbittert starb.
Sein 1761 geborener Sohn Heinrich Eberhard Gottlob Paulus studierte ebenfalls Theologie in Tübingen, ging als Wissenschaftler aber auf Distanz zu seinem Vater, der „in einem pietistischen Conventikel Geisterseherei“ betrieben haben soll. Heinrichs drei Geschwister starben vor dem Vater.